# Fiat 10 HP
La 10 HP è un'autovettura costruita dalla FIAT nel 1901. Montava lo stesso motore della Fiat 6 HP, vale a dire un propulsore a due cilindri in linea con cilindrata di 1082 cm³, con due valvole per cilindro ed erogante una potenza di 10 bhp; la velocità massima che poteva raggiungere era di 45 km/h .
A tutti gli effetti era un'evoluzione della Fiat 6 HP e poteva ospitare quattro passeggeri, compreso il guidatore. La vettura era a trazione posteriore e, all'epoca, costava 9000 lire.